# الصافية (خرطوم بحري)
حي الصافية حي سوداني يقع شمال مدينة الخرطوم بحري .

## الموقع
يحده شمالاً امتداد حي شمبات و جنوباً حي المزاد والمغتربين ومن ناحية الشرق شارع الإنقاذ ومن الغرب شارع المعونة.

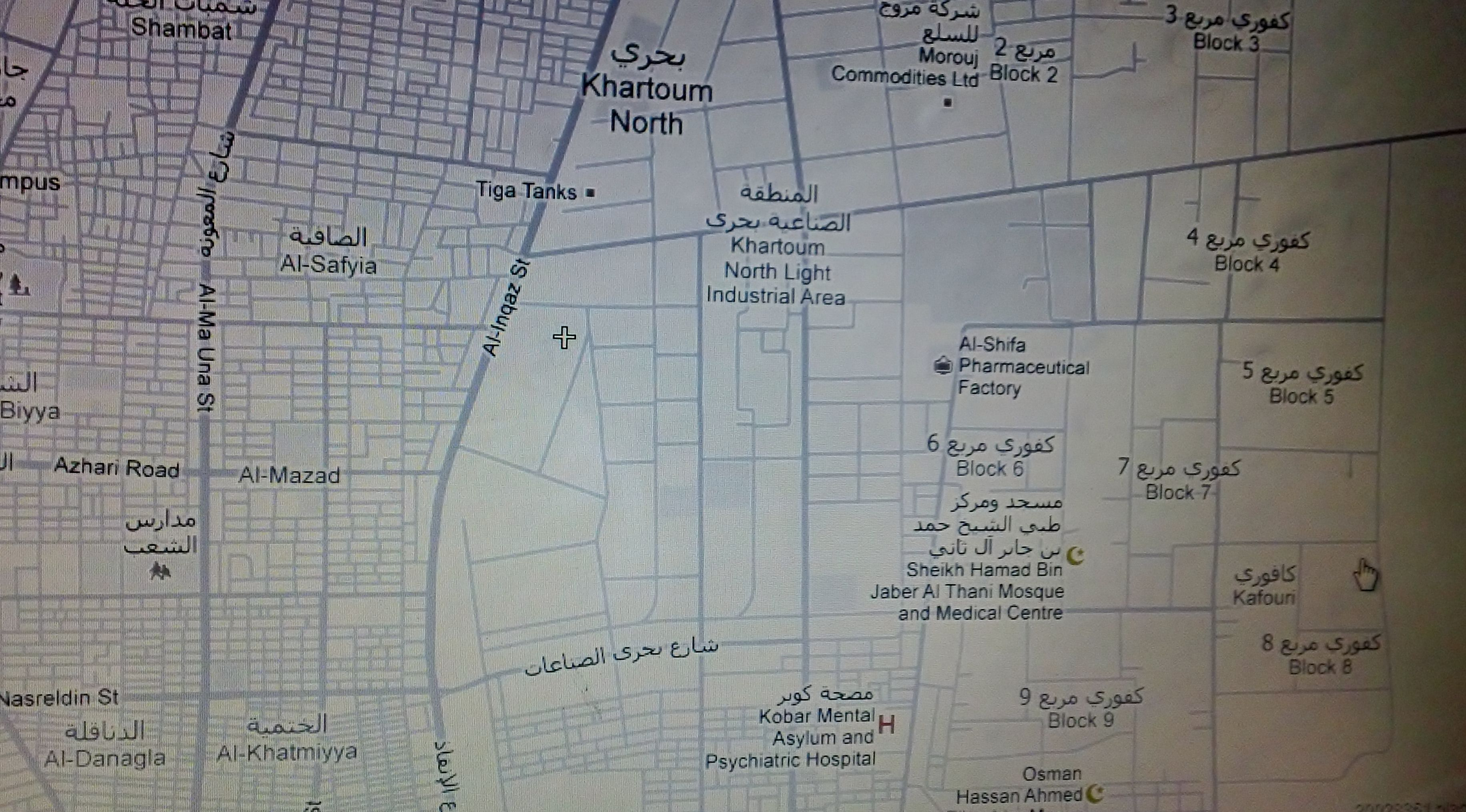
أحياء بحري

## اصل التسمية
- الصافية سميت بالصافية نسبة لرجل الأعمال عبد القادر حاج الصافي الذي تقلد منصب مأمور وعمل بمعظم بقاع السودان وهو مؤسس منطقة الصافية ومالكها كأرض زراعية هو و «الشيخ محمد علي» ، ومن ثم تم تحويل غابة المسكيت إلى منطقة سكنية
- وبعد اكتمال تخطيطها عرضها مالكيها للبيع للسكن الفاخر.
- قام حاج الصافي بتأسيس مستشفي الصافية ومدارس الصافية وقد دخل في الاستثمار بإنشاء أول محطة خدمة بترولية . وأيضا سينما الصافية بالمشاركة مع «باسيلي بشارة» [7]

## تاريخ الحي

### غابة المسكيت
- نجد أن منطقة حي الصافية سابقاً كان جزء من غابة المسكيت.
- زرع الإنجليز هذه الغابة لحماية المدينة من رياح الشتاء العاتية وقد امتدت من نهر النيل من الناحية الغربية إلى شريط السكة حديد من ناحية الشرق. وكان لها سور من السلك الشائك و خفراء يمنعون الناس من دخولها خشية الاحتطاب أو ممارسة أي نوع من أنواع التعدي عليها.

وقد ظلت هكذا محمية طبيعية تسكنها الطيور وفئران البوص و بنات آوى إلى أن قررت الحكومة في بداية الستينات من القرن الماضي إزالتها لإقامة حي الشعبية وحي المزاد وحي الصافية.

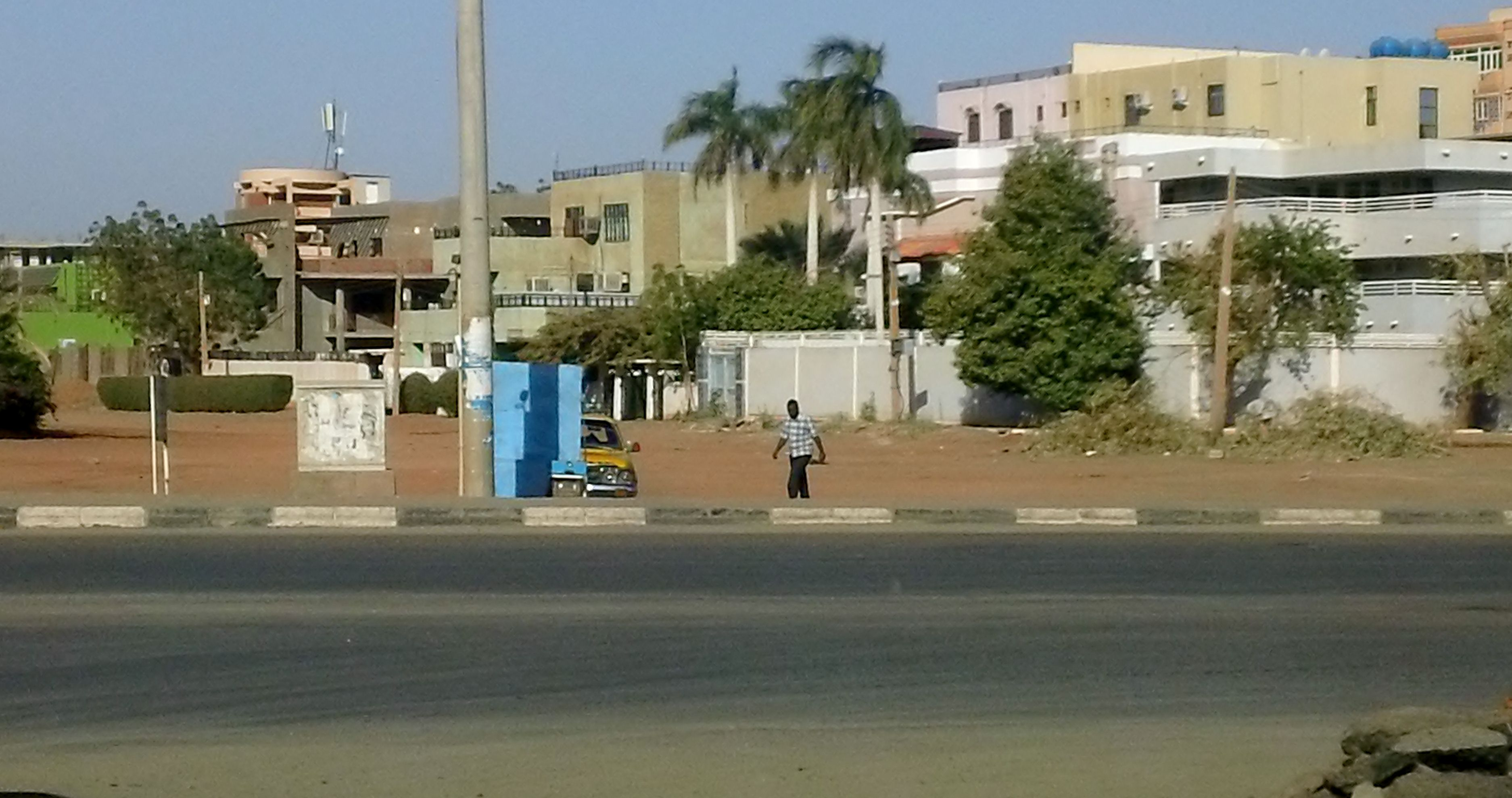
الصافية بشارع الإنقاذ

## أهم المعالم بحي الصافية

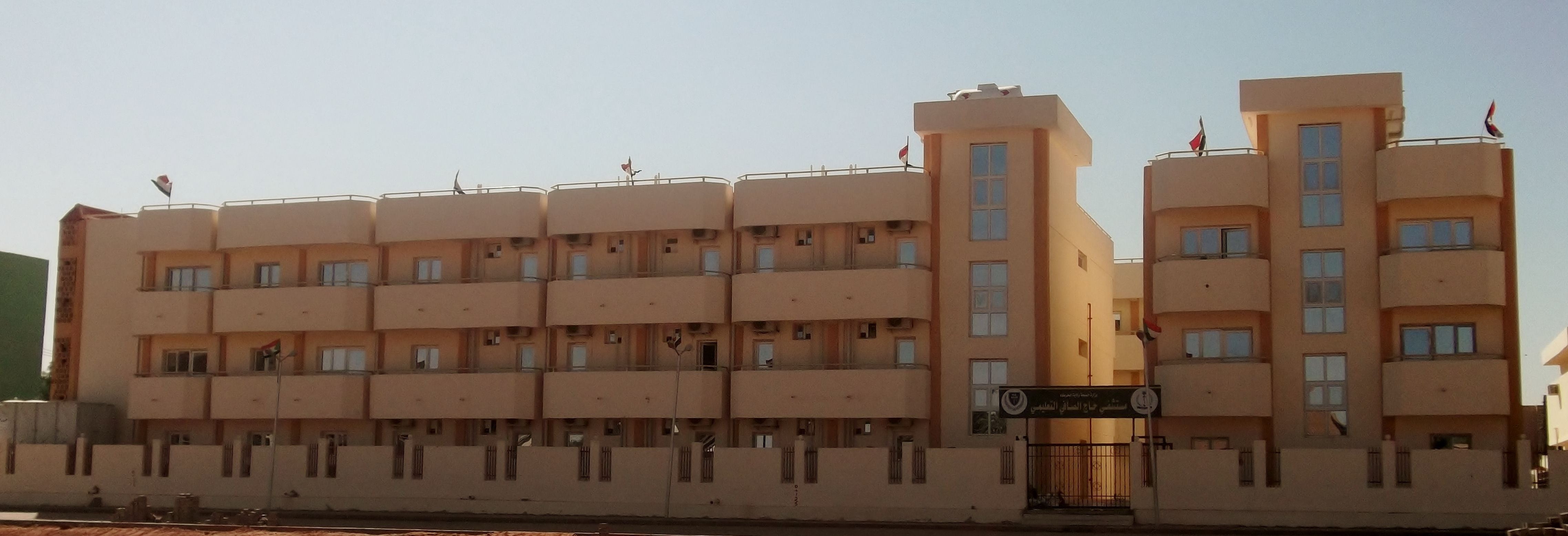
مستشفى حاج الصافي

- مسجد المؤمنين
- مسجد حاجة النية

### مستشفيات
- مستشفى حاج الصافي الذي أصبح من أحدث مستشفيات ولاية الخرطوم بعد أن تم تحديثه لقد تبرعت أسرة حاج الصافي بمساحة 8 آلاف متر لإنشاء امتداد المستشفى.[8]

### دور السينما
- سينما الصافية

### المدارس
- مدراس الخير والبركة الخاصة
- مدارس القبس
- مدارس المجلس الأفريقي

## معرض صور

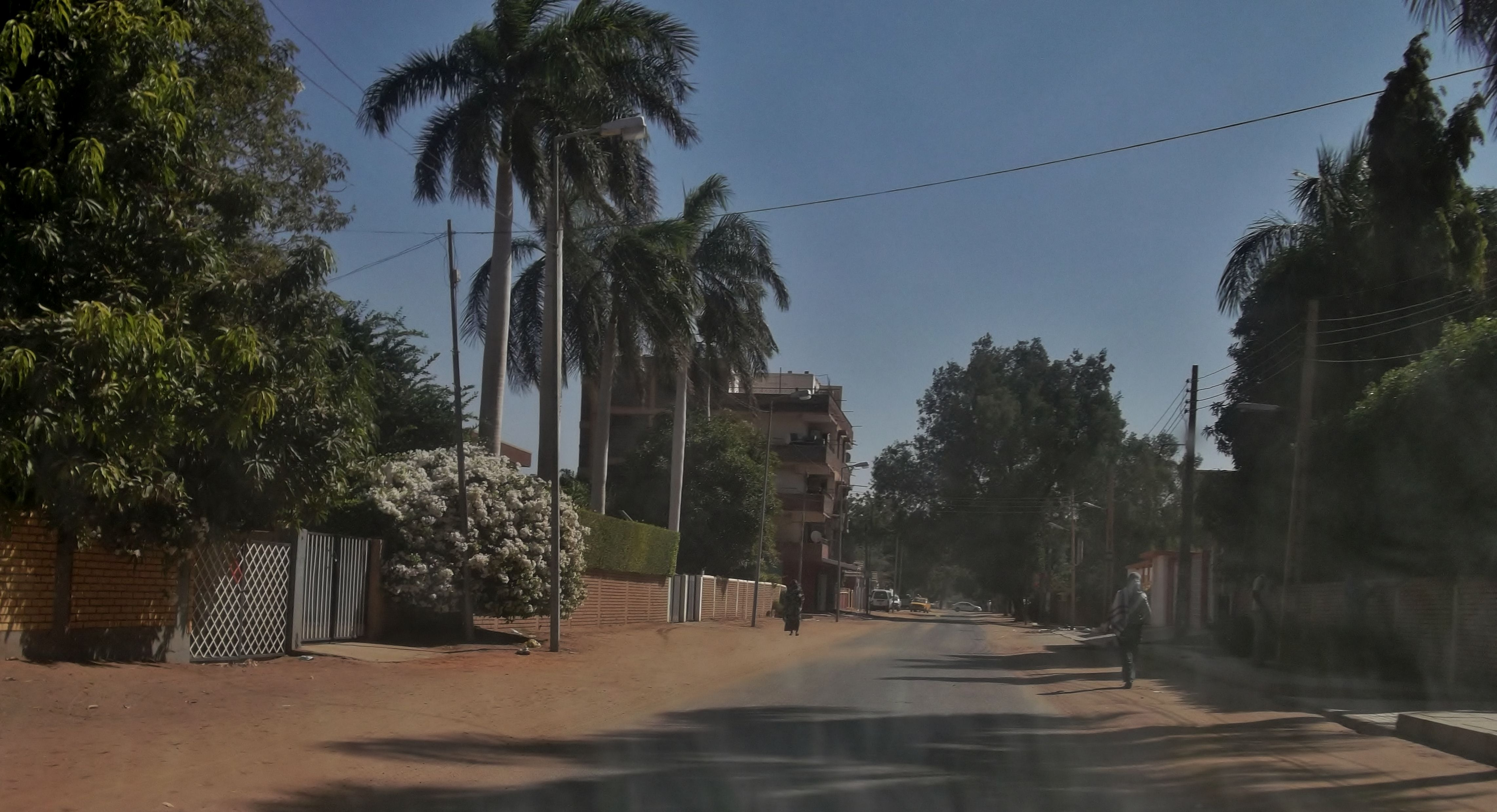
حي الصافية - الخرطوم بحري -السودان
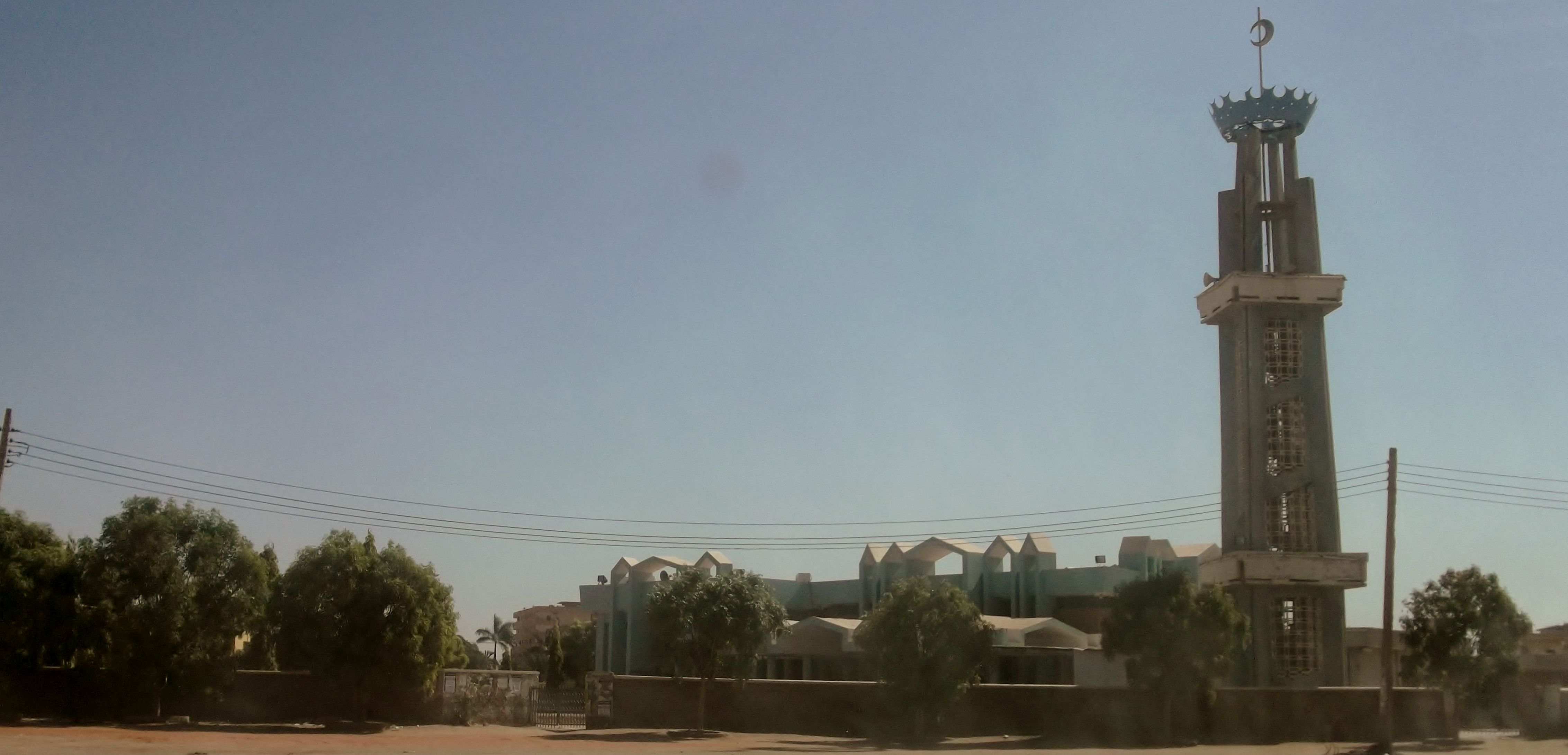
مسجد حجة النية الصافية - الخرطوم بحري -السودان
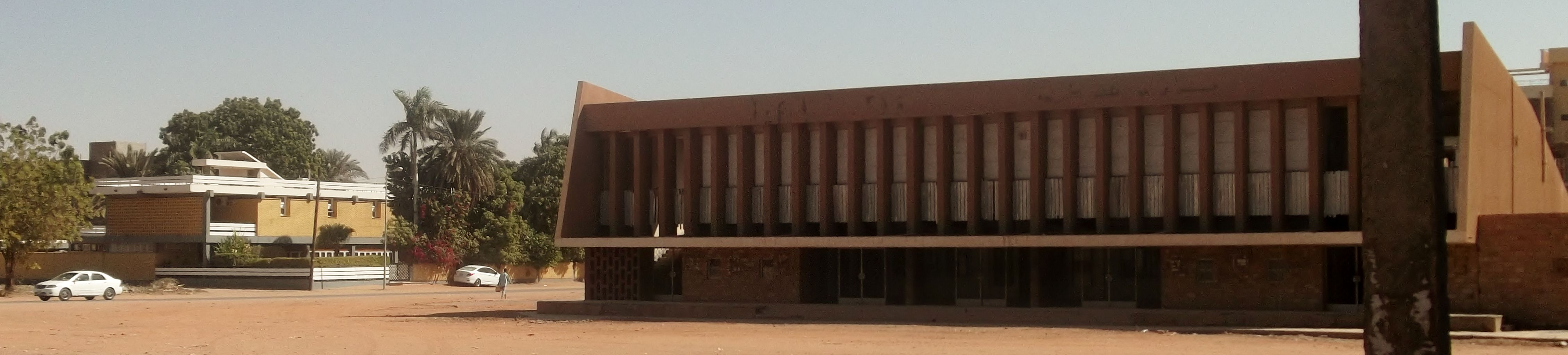
سينما الصافية